# Charles Tenshin Fletcher

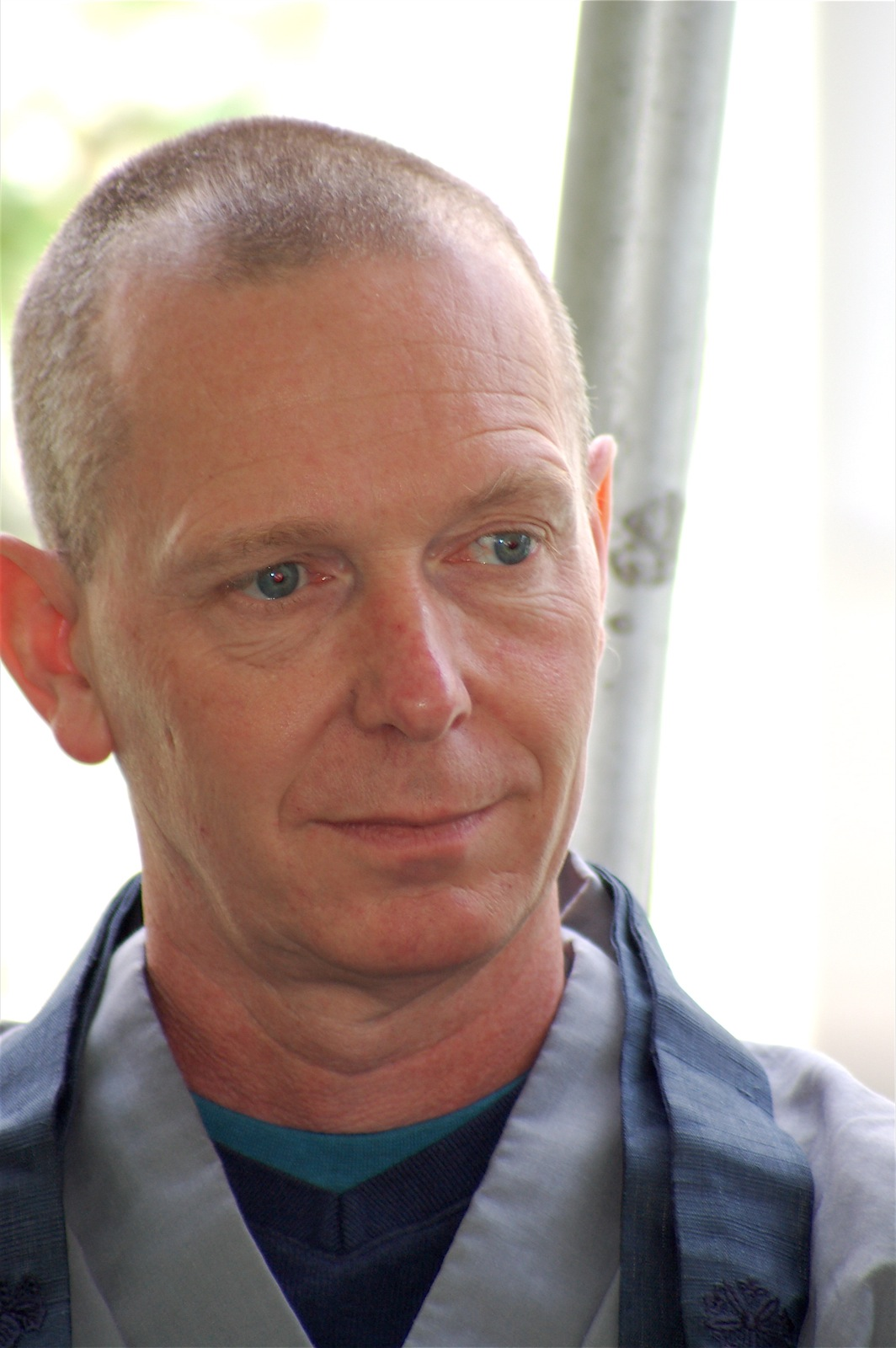
Charles Tenshin Fletcher

Charles Tenshin Fletcher (Manchester, Engeland) is een Amerikaans Zen-boeddholoog en priester.
Hij aanhanger van de scholen Zen Soto en Rinzai en ontving zijn Dharma-transmissie, ofwel werd boeddhistisch leraar, in 1994, in de lijn White Plum Asanga van rodhi Taizan Maezumi van het Yokoji Zen Mountain Center in Los Angeles.
Na de dood van Taizan Maezumi op 15 mei 1995 werd hij abt van het centrum en verplaatste het naar de San Jacinto Mountains in de buurt van Idyllwild-Pine Cove in Californië.